# Bloodstrike
BloodStrike (em chinês: 生死狙击) é um jogo de tiro em primeira pessoa (FPS) desenvolvido pela empresa Wizard Games (em chinês: 无端科技), lançado em setembro de 2013 na China e distribuído no Brasil pela empresa XCloudgame. O jogo se tornou popular pelo fato de ser extremamente leve e acessível, além de poder ser jogado através do Facebook no navegador.
O jogo possui formato multiplayer, mas também é possível jogar singleplayer. As partidas em grupo são disputadas por duas equipes que se enfrentam, sendo a vencedora a equipe que fizer mais pontos. As partidas podem ser disputadas no modo livre, zumbi e zumbi com mestre.
Após o lançamento de BloodStrike a empresa XCloudgame alcançou maior popularidade entre os fãs de jogos do estilo e nos anos seguintes lançou outros jogos, como por exemplo Zula.